# Zack Sabre Jr.
Luke James Uggles Eatwell (Ilha de Sheppey, 24 de julho de 1987), conhecido pelo seu nome de ringue Zack Sabre Jr. (em japonês: ザック・セイバーJr., Hepburn: Zakku Seibā Junia) e pela forma abreviada ZSJ, é um lutador profissional inglês. Ele trabalha atualmente para a New Japan Pro-Wrestling (NJPW), onde foi uma vez campeão mundial de pesos pesados IWGP. Na NJPW, ele é o segundo e atual líder do grupo The Mighty Don't Kneel (TMDK) e foi duas vezes e campeão inaugural do Campeonato Mundial de Televisão da NJPW. Ele também faz aparições esporádicas na promoção parceira All Elite Wrestling (AEW) e sua promoção irmã Ring of Honor (ROH).
Sabre é um ex-campeão pesado júnior do Reino Unido da NWA e um produto da escola de treinamento NWA UK Hammerlock. Ele começou a treinar aos 14 anos e mais tarde treinou no Dojo da Pro Wrestling Noah (NOAH) sob a orientação de Yoshinari Ogawa e Naomichi Marufuji, sendo parte do seu elenco de 2011 até novembro de 2015. Ele se juntou ao grupo Suzuki-gun em 2016, após derrotar Katsuyori Shibata em sua luta de estreia na NJPW pelo Campeonato de Pesos Pesados Britânico da RevPro. Fora da NJPW, Sabre atua na promoção britânica Revolution Pro Wrestling (RevPro), como parte da parceria da NJPW com a promoção. Ele também lutou notavelmente pela Pro Wrestling Guerrilla (PWG), Progress Wrestling e pela World Wrestling Network (WWNLive) e suas marcas EVOLVE e Full Impact Pro.
Embora seja mais conhecido por suas performances solo, Sabre também é um prolífico lutador de duplas. No início de sua carreira, ele se destacou como parte dos "Leaders of the New School" com Marty Scurll, conquistando o Campeonato de Duplas da IPW:UK duas vezes. Mais tarde, ele venceria o mesmo título (agora chamado de Campeonato de Duplas Britânico Indiscutível da RPW) ao lado de seu companheiro de grupo no Suzuki-gun, Minoru Suzuki. Na Pro Wrestling Noah, ele foi campeão duas vezes do Campeonato de Duplas Pesadas Júnior GHC com Yoshinari Ogawa e, na Westside Xtreme Wrestling (wXw), foi campeão do Campeonato Mundial de Duplas wXw com Walter. Sabre também formou uma equipe com outro companheiro de grupo no Suzuki-gun, Taichi, chamada "Dangerous Tekkers", que foi campeã três vezes do Campeonato de Duplas IWGP. Após o fim do Suzuki-gun, a equipe se desfez junto com o grupo.
O estilo ofensivo de Sabre inclui uma ampla gama de holds técnicos intricadamente complexos, combinações de quedas, golpes, atletismo e acrobacias. Os leitores da Wrestling Observer Newsletter votaram em Sabre como o Melhor Lutador Técnico do Ano por sete anos consecutivos (2014–2020), e ele foi eleito o Melhor Lutador Técnico da Década (Anos 2010).

## Início de vida
Luke James Uggles Eatwell nasceu na Ilha de Sheppey em 24 de julho de 1987. Ele foi criado em Sheerness.

## Vida pessoal
Eatwell se tornou vegano em 2015. Ele é um entusiasta de caminhadas.
Em 2020, durante a pandemia de COVID-19 no Japão, Eatwell revelou que é fluente em japonês e que possui residência permanente no país.
Eatwell é franco sobre suas opiniões políticas; ele é socialista, apoia o Partido Trabalhista e é um forte opositor do Partido Conservador. Em 2019, após a notícia de que a pobreza infantil no Reino Unido havia atingido níveis recordes sob os Conservadores, ele começou a vender uma camiseta anti-Conservadora personalizada, com uma parte dos lucros destinada ao Trussell Trust. Após ser eliminado do torneio G1 Climax daquele ano, ele fez um discurso, dentro de seu personagem, culpando sua derrota por estar distraído com a notícia de que o próximo primeiro-ministro do Reino Unido seria Boris Johnson, a quem ele chamou de "Boris toffing Eaton [sic] wanker Johnson" (uma maneira insultuosa de criticar Boris Johnson, sugerindo que ele é uma pessoa arrogante, elitista e desagradável). Durante sua entrada no Wrestle Kingdom 17 em 2023, ele se dirigiu ao primeiro-ministro Rishi Sunak e às greves dos trabalhadores da saúde que começaram em 2022, gritando para a câmera: "Rishi Sunak – pague os enfermeiros, seu idiota! Pague aos enfermeiros um salário digno!"

## Estilo e persona na luta profissional
O estilo técnico de Sabre é baseado na luta estilo World of Sport, com uma abundância de chain wrestling e submissões. Ele citou Bret Hart, Koji Kanemoto, Johnny Kidd, Shinjiro Otani, Jushin Liger e Johnny Saint como inspirações para seu estilo de luta. Ele venceu o Prêmio Bryan Danielson (Melhor Lutador Técnico) da Wrestling Observer Newsletter por sete anos consecutivos. Sabre tem sido o líder da facção TMDK desde 4 de janeiro de 2023.

## Títulos e prêmios
- Alternative Wrestling Magazine
  - Luta do Ano no Reino Unido (2012) vs. Marty Scurll em 25 de março[15]
- AM Wrestling
  - One Night Tournament (2008)[16]
- DDT Pro-Wrestling
  - Ironman Heavymetalweight Championship (1 vez)[17]
- Defiant Wrestling/What Culture Pro Wrestling
  - Defiant/WCPW Internet Championship (1 vez)[18]
  - Pro Wrestling World Cup English Qualifying (2017)[19]
- Evolve
  - Evolve Championship (1 vez)[20]
- German Stampede Wrestling
  - GSW Breakthrough Championship (1 vez)[21]
- International Pro Wrestling: United Kingdom
  - IPW:UK Tag Team Championship (2 vezes) – com Marty Scurll[22]
  - UK Super 8 Tournament (2014)[23][24]
  - Tag Team Tournament (2017) – com Jimmy Havoc[25]
- New Japan Pro-Wrestling
  - IWGP World Heavyweight Championship (1 vez)
  - NJPW World Television Championship (2 vezes, inaugural)
  - IWGP Tag Team Championship (3 vezes) – com Taichi[26]
  - New Japan Cup (2018, 2022)[27][28]
  - G1 Climax (2024)
  - NJPW World Television Championship Tournament (2022–2023)
- NWA-UK Hammerlock
  - NWA United Kingdom Junior Heavyweight Championship (1 vez)[29]
  - Hardcore Lottery Tournament (2008)[30]
- Premier Promotions
  - PWF Middleweight Championship (1 vez)[31]
  - PWF Light Heavyweight Championship (1 vez)[32]
  - Ian Dowland Trophy (2010)[33]
  - Ken Joyce Trophy (2011)[34]
  - Worthing Trophy (2012, 2013)[35][36]
- Pro Wrestling Guerrilla
  - Campeonato Mundial da PWG (1 vez)[37]
  - Battle of Los Angeles (2015)[38][39]
- Pro Wrestling Illustrated
  - PWI o colocou na #24ª posição dos 500 melhores lutadores individuais no PWI 500 em 2018[40]
  - PWI o colocou na #3ª posição no PWI Tag Team 50 em 2021 – com Taichi[41]
- Pro Wrestling Noah
  - GHC Junior Heavyweight Tag Team Championship (2 vezes) – com Yoshinari Ogawa[42][43]
- Progress Wrestling
  - Super Strong Style 16 (2018)[44]
- Revolution Pro Wrestling
  - British Heavyweight Championship (4 vezes)[45]
  - Undisputed British Tag Team Championship (3 vezes) – com Marty Scurll (2) e Minoru Suzuki (1)[46]
- Solent Wrestling Federation
  - One Night Tournament (2012)[47]
- Tokyo Sports
  - Prêmio de MVP (2024)
  - Prêmio de Melhor Dupla (2021) com Taichi[48]
- Triple X Wrestling
  - Triple X Wrestling Heavyweight Championship (1 vez)[49]
- Westside Xtreme Wrestling
  - wXw World Heavyweight Championship (1 vez)[Note 1][50]
  - wXw World Lightweight Championship (1 vez)1[51]
  - wXw World Tag Team Championship (1 vez) – com Big Daddy Walter[52]
  - Ambition 4 (2013)[53]
  - 16 Carat Gold Tournament (2016)[54]
  - WXw World Tag Team Tournament (2015) – com Big Daddy Walter[55]
- Wrestling Observer Newsletter
  - Prêmio Bryan Danielson (Melhor Lutador Técnico) (2014–2020)[Note 2][56][57][58][59][60][61]
  - Melhor Lutador Técnico da Década (Anos 2010)[62]